# Storbritanniens Grand Prix 1983
Storbritanniens Grand Prix 1983 var det nionde av 15 lopp ingående i formel 1-VM 1983.

## Resultat
1. Alain Prost, Renault, 9 poäng
2. Nelson Piquet, Brabham-BMW, 6
3. Patrick Tambay, Ferrari, 4
4. Nigel Mansell, Lotus-Renault, 3
5. René Arnoux, Ferrari, 2
6. Niki Lauda, McLaren-Ford, 1
7. Mauro Baldi, Alfa Romeo
8. Andrea de Cesaris, Alfa Romeo
9. John Watson, McLaren-Ford
10. Jean-Pierre Jarier, Ligier-Ford
11. Keke Rosberg, Williams-Ford
12. Jacques Laffite, Williams-Ford
13. Michele Alboreto, Tyrrell-Ford
14. Danny Sullivan, Tyrrell-Ford
15. Thierry Boutsen, Arrows-Ford
16. Roberto Guerrero, Theodore-Ford
17. Marc Surer, Arrows-Ford

### Förare som bröt loppet
- Manfred Winkelhock, ATS-BMW (varv 49, motor)
- Raul Boesel, Ligier-Ford (48, upphängning)
- Piercarlo Ghinzani, Osella-Alfa Romeo (46, bränslesystem)
- Derek Warwick, Toleman-Hart (27, växellåda)
- Riccardo Patrese, Brabham-BMW (9, turbo)
- Stefan "Lill-Lövis" Johansson, Spirit-Honda (5, bränslesystem)
- Eddie Cheever, Renault (3, motor)
- Bruno Giacomelli, Toleman-Hart (3, turbo)
- Elio de Angelis, Lotus-Renault (1, turbo)

### Förare som ej kvalificerade sig
- Johnny Cecotto, Theodore-Ford
- Corrado Fabi, Osella-Alfa Romeo
- Kenny Acheson, RAM-Ford